# Giovane Alves da Silva
Giovane Alves da Silva (Taió, Brasil, 25 de noviembre de 1982), futbolista brasilero. Juega de delantero y su actual equipo es el Eastern AA de la Primera División de Hong Kong.

## Clubes
| Club                  | País      | Año         |
| --------------------- | --------- | ----------- |
| CN Marcílio Dias      | Brasil    | 2005        |
| Brusque               | Brasil    | 2006        |
| Atlético de Ibirama   | Brasil    | 2007        |
| Sun Hei               | Hong Kong | 2007 - 2009 |
| Brusque               | Brasil    | 2009        |
| Atlético de Ibirama   | Brasil    | 2010        |
| Guangdong Sunray Cave | China     | 2010        |
| South China           | Hong Kong | 2011 - 2012 |
| Hong Kong Rangers     | Hong Kong | 2012 - 2013 |
| Eastern               | Hong Kong | 2013 - Act. |

### Distinciones individuales
| Distinción                                         | Año  |
| -------------------------------------------------- | ---- |
| Máximo goleador de la Liga de Hong Kong (18 goles) | 2009 |
| Máximo goleador de la Liga de Hong Kong (17 goles) | 2015 |
| Máximo goleador de la Liga de Hong Kong (10 goles) | 2016 |